# Angylocalyx
Angylocalyx, rod mahunarki smješten u podtribus Angylocalycinae, dio klade ADA, dio potporodice Faboideae. Pripada mu nekoliko vrsta (7) polugrmova, grmova i drveća iz tropske Afrike.

## Vrste
1. Angylocalyx boutiqueanus L.Touss.
2. Angylocalyx braunii Harms
3. Angylocalyx oligophyllus (Baker) Baker f.
4. Angylocalyx pynaertii De Wild.
5. Angylocalyx schumannianus Harms
6. Angylocalyx talbotii Baker f. ex Hutch. & Dalziel
7. Angylocalyx vermeulenii De Wild.